# Ophelina norvegica
Ophelina norvegica är en ringmaskart som beskrevs av Carl Støp-Bowitz 1945. Ophelina norvegica ingår i släktet Ophelina och familjen Opheliidae. Arten är reproducerande i Sverige. Inga underarter finns listade i Catalogue of Life.